# Laidukatuwiwait
Laidukatuwiwait, pleme iz skupine Sjevernih Pajuta naseljeno nekada u području suhog jezera (depresije) Humboldt Sink u zapadnoj Nevadi. Spominje ih J. W. Powell u Paviotso MS., B. A. E., 1881.

## Vanjske poveznice
- Mono-Paviotso Indian Tribe History